# 安德尔河畔帕吕欧
安德尔河畔帕吕欧（法語：Palluau-sur-Indre，法語發音：[palɥo syʁ ɛ̃dʁ]）是法国安德尔省的一个市镇，位于该省西北部，属于沙托鲁区。

## 地理
安德尔河畔帕吕欧（46°56'38"N, 1°18'42"E）面积41.55 平方千米，位于法国中央-卢瓦尔河谷大区安德尔省，该省份为法国中部省份，北起卢瓦-谢尔省，西北接安德尔-卢瓦尔省，西南接维埃纳省，南至克勒兹省和上维埃纳省，东临谢尔省。
与安德尔河畔帕吕欧接壤的市镇（或旧市镇、城区）包括：阿尔弗耶、克利永、圣热努、圣梅达尔、勒特朗热、维勒古安。

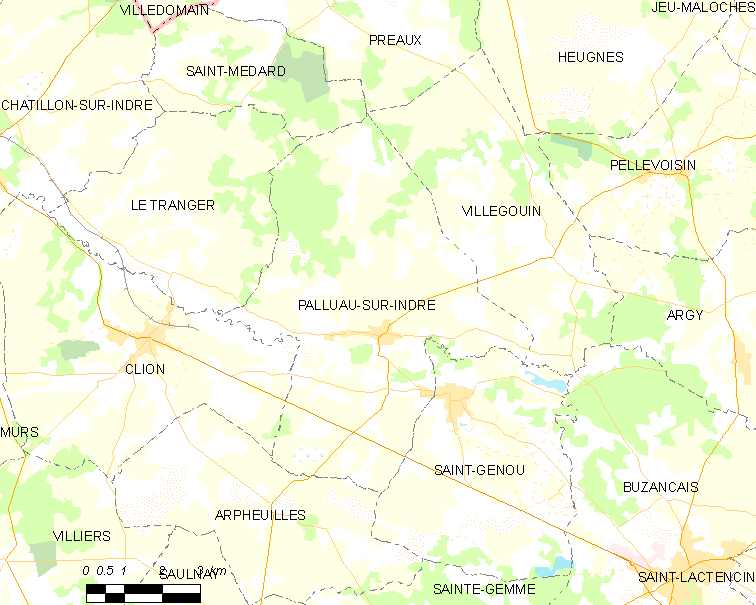
安德尔河畔帕吕欧的OSM定位图

安德尔河畔帕吕欧的时区为UTC+01:00、UTC+02:00（夏令时）。

## 行政
安德尔河畔帕吕欧的邮政编码为36500，INSEE市镇编码为36149。

## 政治
安德尔河畔帕吕欧所属的省级选区为比藏赛县。

## 人口

1962-2008年间安德尔河畔帕吕欧人口变化图示

安德尔河畔帕吕欧于2022年1月1日时的人口数量为789人。